# Брайцев, Якуб
Яку́б Бра́йцев (настоящее имя Я́ков Рома́нович Бра́йцев, бел. Якуб (Якаў Раманавіч) Брайцаў; 19 февраля 1861, село Забелышин, Климовичский уезд, Могилёвская губерния, Российская империя — 1931) — белорусский прозаик, драматург и поэт.

## Биография
Родился 19 февраля 1861 года в селе Забелышин Климовичского уезда Могилёвской губернии в крестьянской семье. Окончил начальную школу в родном Забелышине и приблизительно в 1873 году поступил в уездное училище в Климовичах.
Под впечатлением произведений русских писателей он пишет повесть «Богачи», которая в 1889 году вышла отдельным изданием в типографии Кушнерова. Сданные в набор в типографию его «Невдашечка Анюта» (1887) и «Дудолева лоза» (1889) так и не вышли в свет из-за материальных затруднений автора. В 1905 году он пишет комедию «Беда цыгана», собирает материалы к задуманным повестям.
1905—1906 годы вошли в его жизнь активной поддержкой революционных выступлений, надеждами на большие перемены. Именно в этот период Я. Брайцев приступил к созданию романа «Среди болот и лесов», который он завершил лишь в 1916 году, а до публикации дело вовсе не дошло. Нужны были деньги, которых у Якуба Брайцева не было. Да и не так просто было найти издателя, который бы взялся печатать роман об экспроприаторе Александре Савицком, в образе которого Якуб Брайцев представлял революционера и борца за народное дело.
Литературный талант Я. Брайцева долгое время оценивался исключительно по одной изданной повести «Богачи». В 1920 году повесть «Богачи» отметил в своем труде «История белорусской литературы» М. Горецкий, а в 1923 году он перевел её отрывок на белорусский язык и поместил в «Хрестоматии белорусской литературы: XI век—1905 год». В 1922 году высокую оценку повести дал Е. Карский в своей знаменитой работе «Белорусы»: "В конце 80-х годов появилось талантливое произведение Я. Р. Брайцева: «Богачи». В 2013 году в издательстве «Регистр» вышел сборник произведений Якуба Брайцева.